# Табурное
Табурное — исчезнувшее село Чердаклинского района Ульяновской области РСФСР, существовавшее до 1955 года. Затоплено Куйбышевским водохранилищем.

## География
Село находилось в 48 км от райцентра Чердаклы и в 59 км от Ульяновска, на берегу реки Черемшан.

## Название
Табурное — название абсолютно единственное в России. Нет и однозначного перевода. По версии С. Б. Семёнычева, слово «табур», ставшее основой названия села Табурное, переводится со старотюркского языка как «богатый караван».
По другой версии — название села произошло от слова «табор», которое по В. Далю имеет такие значения: стан, становище, бивак, лагерь, переносное селение, привал переселенцев, сборище. А слово «таборный» — к нему относящийся.

## История

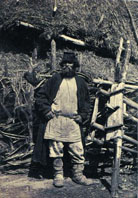
Крестьянин в традиционном костюме. Мордва. Симбирская губерния. Вторая половина XIX в. Фотография из коллекции В. А. Каррика.

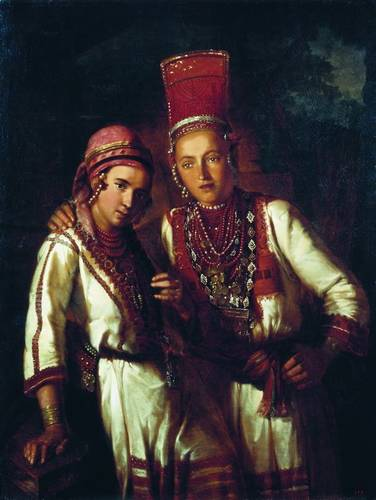
Две мордовки. 1842 г.

Село было основано в начале XVIII века. Предположительно его первым владельцем являлся Московский Новодевичий монастырь. До 1861 г. здесь проживали удельные крестьяне, по национальности преимущественно мордва и чуваши .                                                                                                                                                                                                                                                                                                                                                                          
На 1780 год деревня Табурна, экономических крестьян .
На 1859 год деревня удельных крестьян, при речке Черемшан, во 2-м стане, по левую сторону торгового тракта из г. Оренбурга в г. Симбирск.
На 1889 год в деревне Табурная имелось: часовня на кладбище, 3-и ветряные мельницы .
В 1897 году, на средства прихожан, была построена деревянная однопрестольная Казанско-Богородицкая церковь, освящена в 1901 году епископом Гурием , строительный надзор осуществлял Т. С. Хилинский. 
На 1900 год в селе Табурная имелось: церковь, 2-е ветряные мельницы.
На 1910 год в селе Табурное имелось: церковь, церковно-приходская школа, 4-е ветряных мельниц, садоводство. 
В 1918 году в селе был создан Табурновский сельсовет.
На 1928 год Табурновский сельсовет входил в состав Черемшанской волости, в который входили: с. Табурное, п. «Волга», п. Бурковка, п. Богдановка.
В 30-е годы в селе Табурное был образован колхоз «Заря».
Казанско-Богородицкая церковь была закрыта в 1930-е годы, разобрана в 1954–1955 годах.
В 1955 году жителей Табурного переселили в Вислая Дубрава и Новый Белый Яр, а село погрузилось под воду.
Административно-территориальная принадлежность
В 1708 году деревня вошла в состав Синбирского уезда Казанской губернии.
С 1719 года в составе Синбирской провинции Астраханской губернии.
В 1728 году вернули в состав Синбирского уезда Казанской губернии.
С 1780 года деревня в составе Ставропольского уезда Симбирского наместничества.
С 1796 года в составе Ставропольского уезда Симбирской губернии.
С 1851 года в составе 2-го стана Ставропольского уезда Самарской губернии.
С 1860 года в составе Белоярской волости Ставропольского уезда Самарской губернии.
С 1919 года, ввиду разукрупнения Ставропольского уезда, вошла в состав новообразованного Мелекесского уезда.
С 25 февраля 1924 года в составе Табурновского сельсовета Мелекесского уезда Самарской губернии.
6 января 1926 года — в Мелекесском уезде Ульяновской губернии. 
В 1928—1929 и 1935—1956 годах село входило в состав Николо-Черемшанского района. В 1929—1935 годах — Сенгилеевского района.
С 14 мая 1928 году — Ульяновского округа Средне-Волжской области.
С 29 октября 1929 года — Средне-Волжского края, с 30 июля 1930 года — Куйбышевского края и с 1936 года — Куйбышевской области.
С 19 января 1943 года в составе Ульяновской области.
7 июля 1953 года, ввиду предстоящего затопления Куйбышевским водохранилищем, Табурновский сельсовет был упразднён.
2 ноября 1956 года Николо-Черемшанский район был упразднён, а его территория вошла в состав Чердаклинского района Ульяновской области.

## Население
- На 1780 год в деревне жило 107 (рев. душ)[4];
- На 1859 год — в 41 дворе жило: 281 муж. и 276 жен.[5];
- На 1889 год — в 141 дворе жило: 922 жителя[6];
- На 1900 год — в 154 дворах жило: 447 муж. и 425 жен. (872)[12];
- На 1910 год — в 158 дворах жило: 447 муж. и 435 жен.[13];
- На 1928 год — в 184 дворах жило: 349 муж. и 423 жен. (772)[14];
- На 1930 год — в 230 дворах жило: 1025 чел. (мордва)[18];